# Parides zacynthus
Parides zacynthus är en fjärilsart som först beskrevs av Fabricius 1793.  Parides zacynthus ingår i släktet Parides och familjen riddarfjärilar. Inga underarter finns listade i Catalogue of Life.

## Bildgalleri

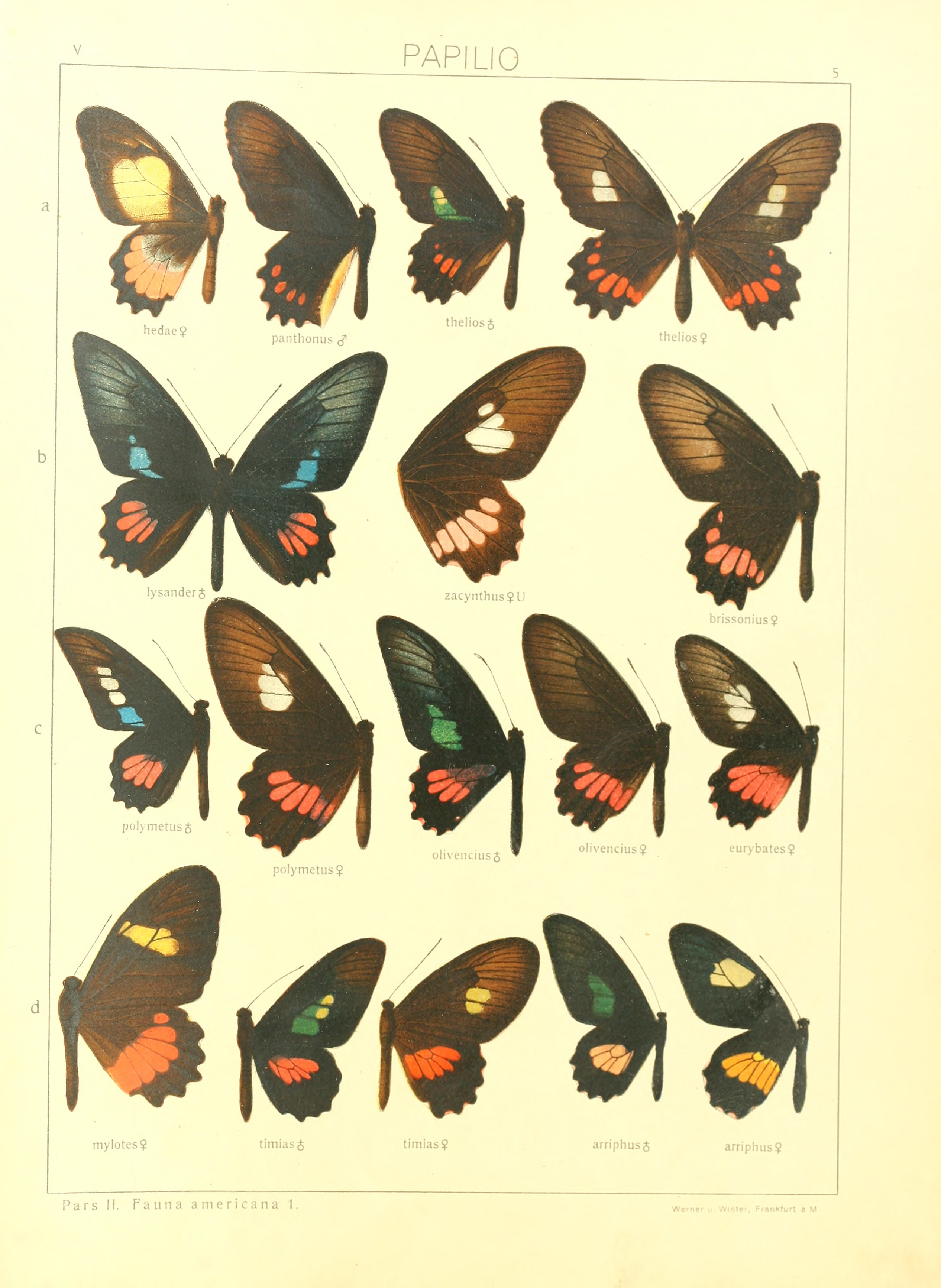